# Plagiothecium nitidifolium
Plagiothecium nitidifolium är en bladmossart som beskrevs av Georg Friedrich von Jaeger 1878. Plagiothecium nitidifolium ingår i släktet sidenmossor, och familjen Plagiotheciaceae. Inga underarter finns listade i Catalogue of Life.